# Bartoňovy jasany
Bartoňovy jasany je skupina pěti památných stromů – jasanů ztepilých rostoucí v obci Žďárky v okrese Náchod. Chráněny jsou od roku 2002 pro svůj vzrůst a jako krajinné dominanty.
- číslo seznamu: 605053.1/5, 605053.2/5, 605053.3/5, 605053.4/5, 605053.5/5
- obvod kmene 420 cm, 480 cm, 290 cm, 260 cm, 170 cm
- výška: 30 m, 35 m, 20 m, 23 m, 27 m
- věk: nejstarší je cca 170 let